# Antonov A–13
Az A–13 szovjet egyszemélyes műrepülő vitorlázógép, melyet Oleg Antonov tervezett 1957-ben. Kb. 200 darab készült belőle.

## Története
Az A–11 teljesítmény-vitorlázó repülőgépen alapul. Műrepülés gyakorlására és bemutató műrepülésre szolgáló repülőgép. Korlátlanul műrepülhető. 1958-ban repült először. Sorozatgyártása a kijevi AVIANT repülőgépgyárban folyt 1959-től, összesen 200 db készült belőle.
Készült segédmotoros kivitelben is A–13M jelzéssel, amelyre egy kis teljesítményű benzinmotort építettek. Speciális változata a Ljulka-féle kisméretű sugárhajtóművel felszerelt An–13, amellyel 196 km/h sebességet értek el. A gép maximális megengedett sebessége 350 km/h volt, és 200 km/h sebességgel lehetett vontatni.

## Jellemzői
Teljesen fémépítésű repülőgép. Középszárnyas kialakítású, pillangó vezérsíkokkal. A törzs lényegében megegyezik az A–11-es törzsével. A két gép között a fő különbség az A–13-ashoz készített módosított, nagyobb szilárdságú szárny volt. A szárnyprofil R–32–15 szimmetrikus profil. Főfutója behúzható, a farokrészen, és az orr alatt is csúszóval rendelkezik. A sugárhajtóművel felszerelt változat módosított futóművet kapott, amely orrfutós kialakítású volt. A sugárhajtóművet a pilótafülke mögött, a törzs felső részén helyezték el egy gondolában. A gépre az A–11-es szárnya is felszerelhető, mely mindegyik A–13-as készlet tartozéka.

## Műszaki adatok
- Szárnyfesztáv: 12,1 m
- Hossz: 6 m
- Magasság: 1,2 m
- Szárnyfelület: 10,44 m²
- Szárnyprofil: CAGI R–32–15
- Üres tömeg: 254 kg
- Felszálló tömeg: 360 kg
- Megengedett legnagyobb sebesség: 350 km/h
- Vontatási sebesség: 200 km/h
- Átesési sebesség: 70 km/h
- Legjobb siklószám: 25 (112 km/h sebességnél)
- Legkisebb süllyedés: 1,14 m/s
- Szárny felületi terhelése: 34,5 kg/m²
- Terhelhetőség: +8,66 – -3,9 g